# CIP Motorsports
Team CIP Green Power  ist ein französisches Motorradsport-Team, das seit 2009 in der Motorrad-Weltmeisterschaft antritt.

## Geschichte
2009 startete das Team erstmals in der 250-cm³-Klasse mit Honda-Maschinen sowie mit Valentin Debise und Shōya Tomizawa als Fahrern. Tomizawa schloss die Saison als 17. mit 32, Debise als 21. mit 18 Punkten ab. Beste Platzierung des Teams war der zehnte Platz Tomizawas beim Großen Preis von Japan.

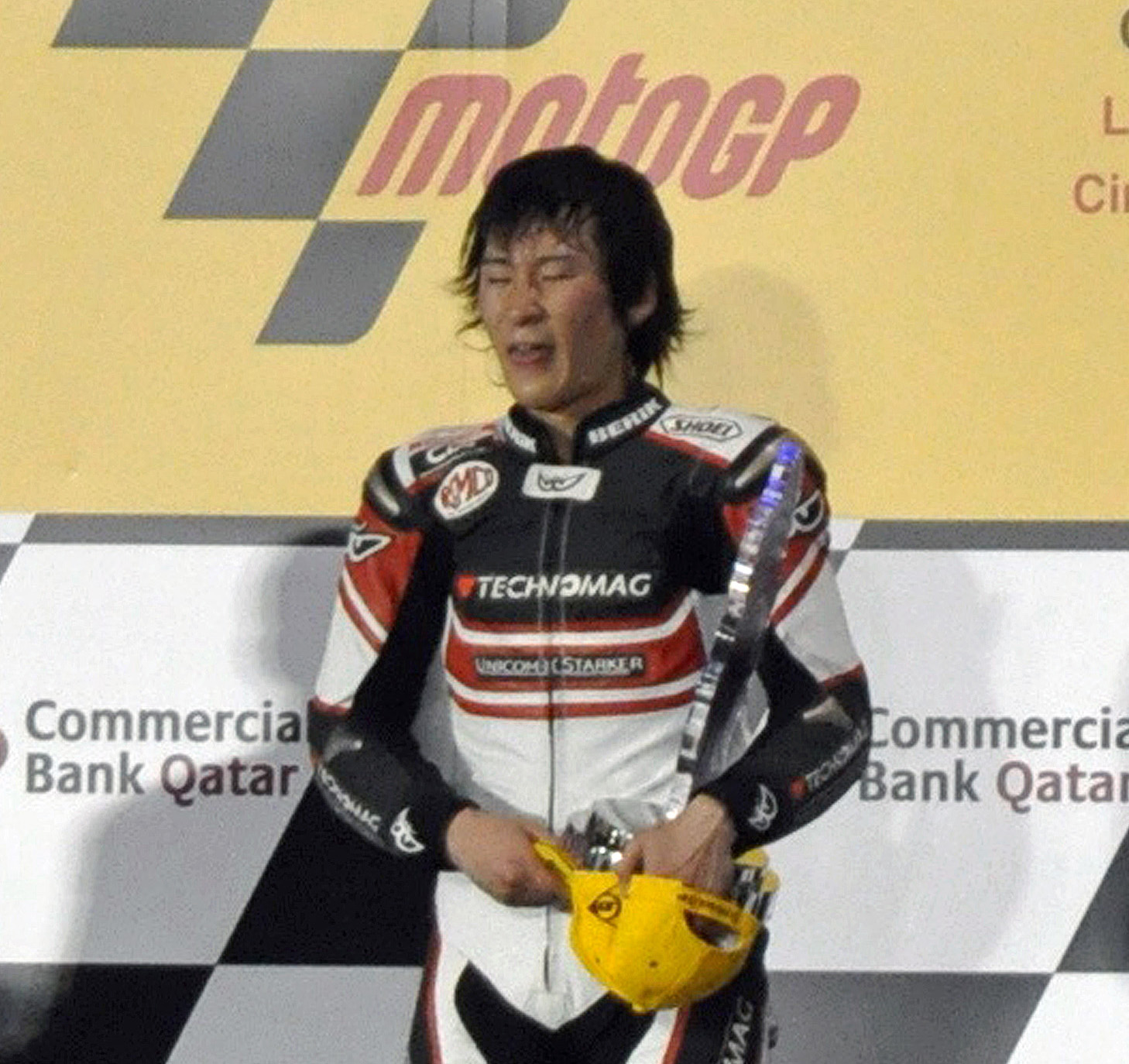
Shōya Tomizawa nach seinem Sieg für Technomag-CIP beim Großen Preis von Katar 2010

2010 wurde aus der 250-cm³- die Moto2-Klasse. CIP, die 2009 noch ohne Sponsor gewesen waren, schlossen sich mit der Schweizer Firma Technomag AG zusammen, womit Fred Corminboeuf neuer Teammanager wurde. Zudem trat das Team mit Suter-Bikes an und Dominique Aegerter wurde als neuer Fahrer verpflichtet, während Tomizawa im Team verblieb. Gleich beim ersten Rennen, dem Großen Preis von Katar, fuhr der 19-jährige Japaner den ersten Moto2-Sieg der Geschichte ein. Im weiteren Saisonverlauf allerdings passierte beim Großen Preis von San Marino eine Katastrophe, als Tomizawa stürzte, von Alex De Angelis und Scott Redding überfahren wurde und im Krankenhaus noch während des darauffolgenden MotoGP-Rennens seinen Verletzungen erlag. Nach Tomoizawas Tod trat CIP vier Rennen lang nur mit einem Fahrer an, ehe der zu diesem Zeitpunkt bereits zweifache Supersport-Weltmeister Kenan Sofuoğlu als neuer Teamkollege Aegerters bestätigt wurde. Gleich bei seinem ersten Rennen, dem Großen Preis von Portugal, fuhr der Türke in die erste Startreihe, führte den Großteil des Rennens und beendete das Rennen als Fünfter mit zwei Sekunden Rückstand auf den Sieger Stefan Bradl.
2011 fuhr Technomag-CIP zwei Podestplätze ein – den zweiten Platz durch Sofuoğlu beim Dutch TT und den dritten Rang durch Aegerter beim Großen Preis von Valencia.
2012 kehrte Sofuoğlu in die Supersport-WM zurück. Sein Platz wurde von Routinier Roberto Rolfo übernommen, während Aegerter ein drittes Jahr bei Technomag-CIP verblieb. Der Schweizer schloss die Saison als WM-Achter ohne Podestplatz ab. Zudem wurde ein Moto3-Team auf TSR-Honda mit Alan Techer und Kenta Fujii als Fahrer eingesetzt. Techer wurde WM-22. mit 21 Punkten, während Fujii punktelos blieb. Am Saisonende trennte sich CIP von Technomag, womit Corminboeuf das Moto2-Team unter dem Namen Technomag carXpert alleine weiterführte und CIP sich bis heute auf die Moto3 beschränkt.
Techer verblieb 2013 im Team und fuhr acht Punkte ein, während der zweite Fahrer Juanfran Guevara leer ausging.
2014 wechselte CIP zu Mahindra als Chassis und Alessandro Tonucci und Bryan Schouten als Fahrer. Tonucci wurde WM-19., während Schouten punktelos blieb.
2015 wurde CIP mit Tatsuki Suzuki und Remy Gardner, dem Sohn Wayne Gardners, abermals komplett neu besetzt. Der Japaner wurde 28., der Australier 30. der Gesamtwertung.
2016 blieb Suzuki im Team, während Gardners Platz nach dessen Moto2-Aufstieg von Fabio Spiranelli übernommen wurde. Der Italiener ging allerdings völlig leer aus, während Suzuki zumindest 27. wurde.
2017 wurden Manuel Pagliani und Marco Bezzecchi als Fahrer eingesetzt. Letzterer fuhr beim Großen Preis von Japan als Dritter CIPs ersten Podestplatz seit dem Moto3-Einstieg ein.
Nach Mahindras WM-Ausstieg wechselte CIP 2018 zu KTM als Chassis-Hersteller und Green Power als Sponsor. Nach Bezzecchis Wechsel zu PrüstelGP wurden John McPhee und Makar Jurtschenko als Fahrer verpflichtet (letzterer allerdings wurde mangels Sponsoren nach sieben Rennen durch Stefano Nepa ersetzt). McPhee wurde zweimal Dritter und schloss die Saison als Zwölfter ab.
2019 wurde das Team mit Tom Booth-Amos und Darryn Binder, dem jüngeren Bruder Brad Binders, abermals komplett neu besetzt. Binder wurde schlussendlich WM-22. mit einem zweiten Platz.
Auch 2020 verblieb Binder im Team, während sein Teamkollege der Österreicher Maximilian Kofler ist. Beim Großen Preis von Katalonien fuhr Binder sowohl seinen als auch CIPs ersten Moto3-Sieg ein. Er wurde WM-Achter, während Kofler punktelos blieb.
2021 wurde Binder durch Kaito Toba ersetzt. Kofler blieb im Team. Beide Fahrer konnten in den ersten beiden Rennen punkten. Da Kofler zwischenzeitlich fünf Rennen verletzungsbedingt hatte auslassen müssen, sprangen Daniel Holgado und Joel Kelso als Ersatzfahrer ein.
2022 bestand das Fahrerduo aus Toba und Kelso. Toba gelang wie auch im Vorjahr ein Podestplatz, jedoch nur Gesamtrang 19.
2023 wurden die Fahrer erneut neu besetzt mit dem Franzosen Lorenzo Fellon und dem Spanier David Salvador. Verletzungsbedingt konnte Fellon jedoch erst spät starten und wurde durch Andrea Migno ersetzt, der den einzigen Podestplatz der Saison einfuhr.
2024 besteht CIP abermals aus zwei neuen Fahrern; dem Schweizer Noah Dettwiler und dem Italiener Riccardo Rossi. Anstelle von Rossi war zunächst erneut Fellon eingeplant gewesen, doch aufgrund enttäuschender Leistungen wurde der Franzose durch Rossi ersetzt, der nach der finanziell bedingten Auflösung seines Teams PrüstelGP arbeitslos geworden war.

## Statistik

### Moto3-Team-WM-Ergebnisse (seit 2018)
- 2018 – Elfter
- 2019 – 13.
- 2020 – Zehnter
- 2021 – Zwölfter
- 2022 – Zehnter

### Grand-Prix-Siege
| Saison | Klasse | Rennen     |
| ------ | ------ | ---------- |
| 2010   | Moto2  | Katar      |
| 2020   | Moto3  | Katalonien |